# Pontus Kastemyr
Pontus Kastemyr, né le 28 mars 1995 à Falun, est un coureur cycliste suédois.

## Palmarès
- 2012
  - 3e du championnat de Suède sur route juniors
- 2013
  -  Champion de Suède du contre-la-montre juniors
  - 8e du championnat d'Europe du contre-la-montre juniors
- 2015
  - 3e du championnat de Suède du contre-la-montre espoirs
- 2016
  -  Champion de Suède du contre-la-montre espoirs
  - 3e du championnat de Suède sur route espoirs

## Classements mondiaux
| Année           | 2015   | 2016   | 2017   | 2018   |
| --------------- | ------ | ------ | ------ | ------ |
| UCI Europe Tour | 1 118e | 1 563e | 1 096e | 1 322e |